# Polymixis meridionalis
Polymixis meridionalis är en fjärilsart som beskrevs av Jean Baptiste Boisduval 1840. Polymixis meridionalis ingår i släktet Polymixis och familjen nattflyn. Inga underarter finns listade i Catalogue of Life.